# Манастир Соколица (Равна Романија)
Манастир Соколица је манастир Српске православне цркве посвећен Светом великомученику Георгију, код Сокоца на Равној Романији. Зидови манастирског храма су обложени спомен-плочама на којима су исписана имена 4.210 пострадалих бораца Војске Републике Српске и 25 руских добровољаца.

## Садашњост Соколице
Манастирски храм Светог великомученика Георгија на Равној Романији, познат као Соколица, је освећен 11. августа 2002. године. Храм је осветио Митрополит дабробосански Николај и установио црквену општину и парохију Равна Романија. Изградња храма је почела 1996, храм је настањен 2001, а радови су потпуно завршени 2003. године. У порти цркве се налази капела посвећена светом Петру Зимоњићу. Цркву је пројектовала Љубица Бошњак, архитекта из Београда, а грађевинску дозволу издала је Скупштина општине Соколац. Црквено звоно је поклон Генералштаба Војске Републике Српске. Зидови манастирског храма су обложени спомен-плочама на којима су исписана имена 4.210 погинулих српских бораца, највећим дијелом припадника Сарајевско-романијског корпуса Војске Републике Српске. Поред имена бораца Војске Републике Српске, на спомен-плочама се налазе и имена солунских добровољаца, бораца Романијског корпуса Југословенске војске у отаџбини и њихових јатака, као и имена српских хајдука са подручја Сарајевско-романијске регије Републике Српске. Између осталих, уклесано је и име Старине Новака.
Кум темеља је Саво Тошић, кум звона је Генералштаб Восјске Републике Српске и кум лустера Драган Чавић, кум Драган Калинић, кум иконостаса Мирко Шаровић, кум шљемена Лука Караџић. Милован Цицко Бјелица проглашен је за кума ктитора храма,а свети Синод Српске православне цркве додијелио му је орден Светог Саве за допринос изградњи.

## Галерија
- Манастир Соколица
- Манастир Соколица, улаз у храм
- Спомен-капела